# Rolls-Royce Silver Shadow
Rolls-Royce Silver Shadow (укр. Роллс-Ройс Срібні Сутінки) — автомобіль люкс-класу британської компанії Rolls-Royce Limited 1965–1980 років. Випускалась послідовно у двох модифікаціях з кузовами 4-дверний седан, 2-дверні купе, кабріолет. Сестринську модель Серії Т виготовляла компанія Bentley Motors Ltd. Прийшла на заміну моделі Rolls-Royce Silver Cloud. Rolls-Royce Silver Shadow є наймасовішою моделлю в історії Rolls-Royce з понад 29.000 проданими екземплярами.

## Конструкція
Презентація Rolls-Royce Silver Shadow і дешевшої сестринської моделі Bentley T відбулось 1965 року. Якщо раніші моделі були доволі консервативними, то дані відповідали останнім тенденціям авторинку. Це була перша модель Rolls-Royce з несучим кузовом, дисковими гальмами, незалежною підвіскою, регульованим кліренсом. Нова форма кузова, відсутність рами дозволили збільшити внутрішній об'єм кабіни при меншій масі в порівнянні з попередніми моделями. Після певної модернізації модель отримала позначення Silver Shadow II (1977). З 1973 авто стали поставляти до США. Спочатку було встановлено 8-циліндровий V-подібний мотор об'ємом 6230 см³ і потужністю 178 к.с. (131 кВт) при 4500 об/хв. і 4-ступінчасту автоматичну коробку передач, яку замінили мотором об'ємом 6750 см³ з потужністю 200 к.с. (147 кВт) і 3-ступінчастою автоматичною коробкою передач. Авто за 11,0 сек розганялось 0-100 км/год, розвивало максимальну швидкість 190 км/год при витраті палива 22 л/100 км.
Було виготовлено 10 прототипів з довшими на 100 мм колісними базами (1966/67), один з яких купила принцеса Маргарет. У 1969 модель отримала кузов з довшою на 100 мм колісною базою Silver Shadow Long Wheel (LWB). Пізніше ця подовжена модифікація отримала позначення Silver Wraith II.
Дводверний салон, кабріолет на базі Silver Shadow виготовляла з 1967 спеціалізована фабрика Mulliner Park Ward. Ці модифікації з 1971 назвали Rolls-Royce Corniche.

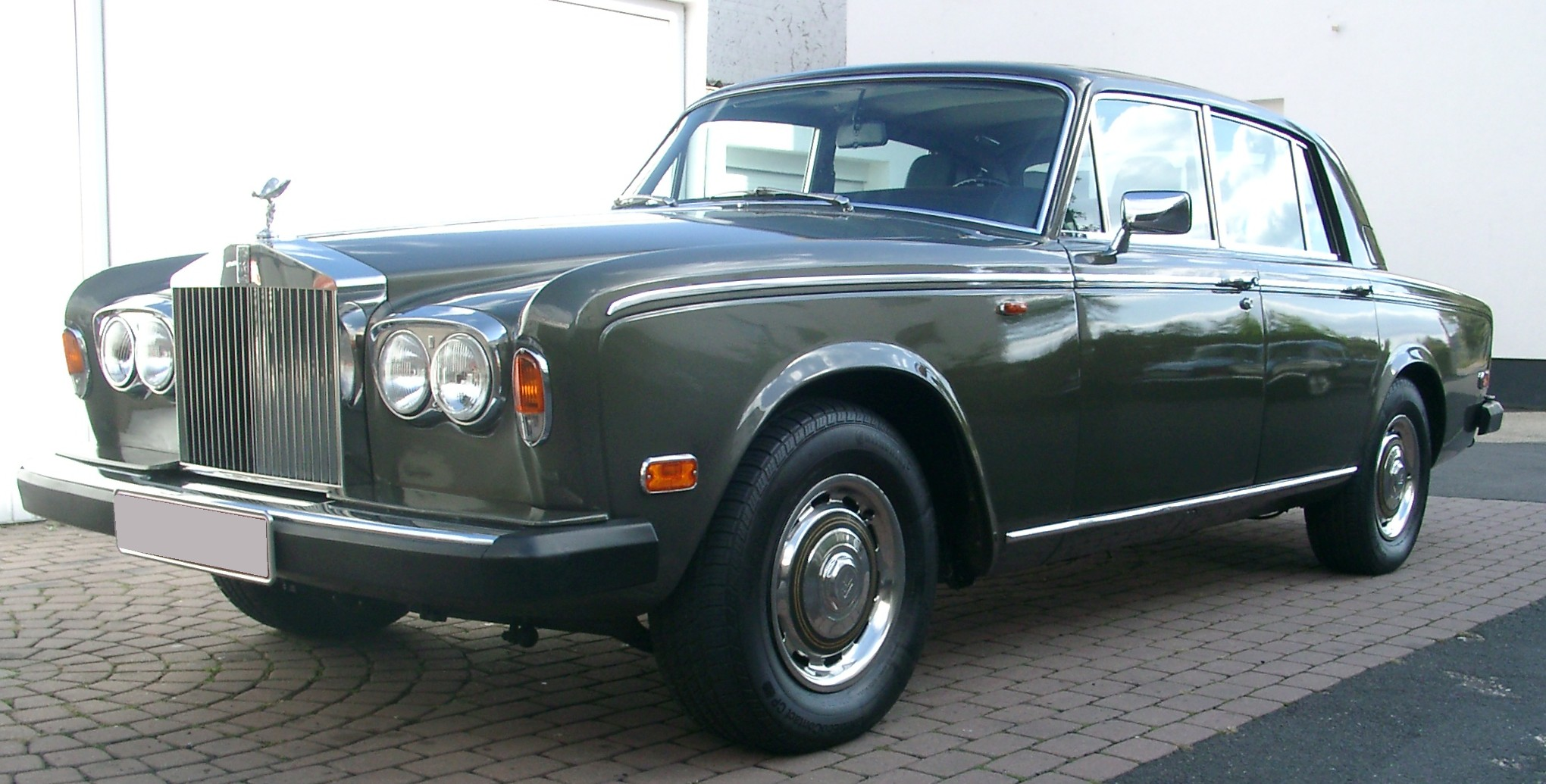
Rolls-Royce Silver Shadow II

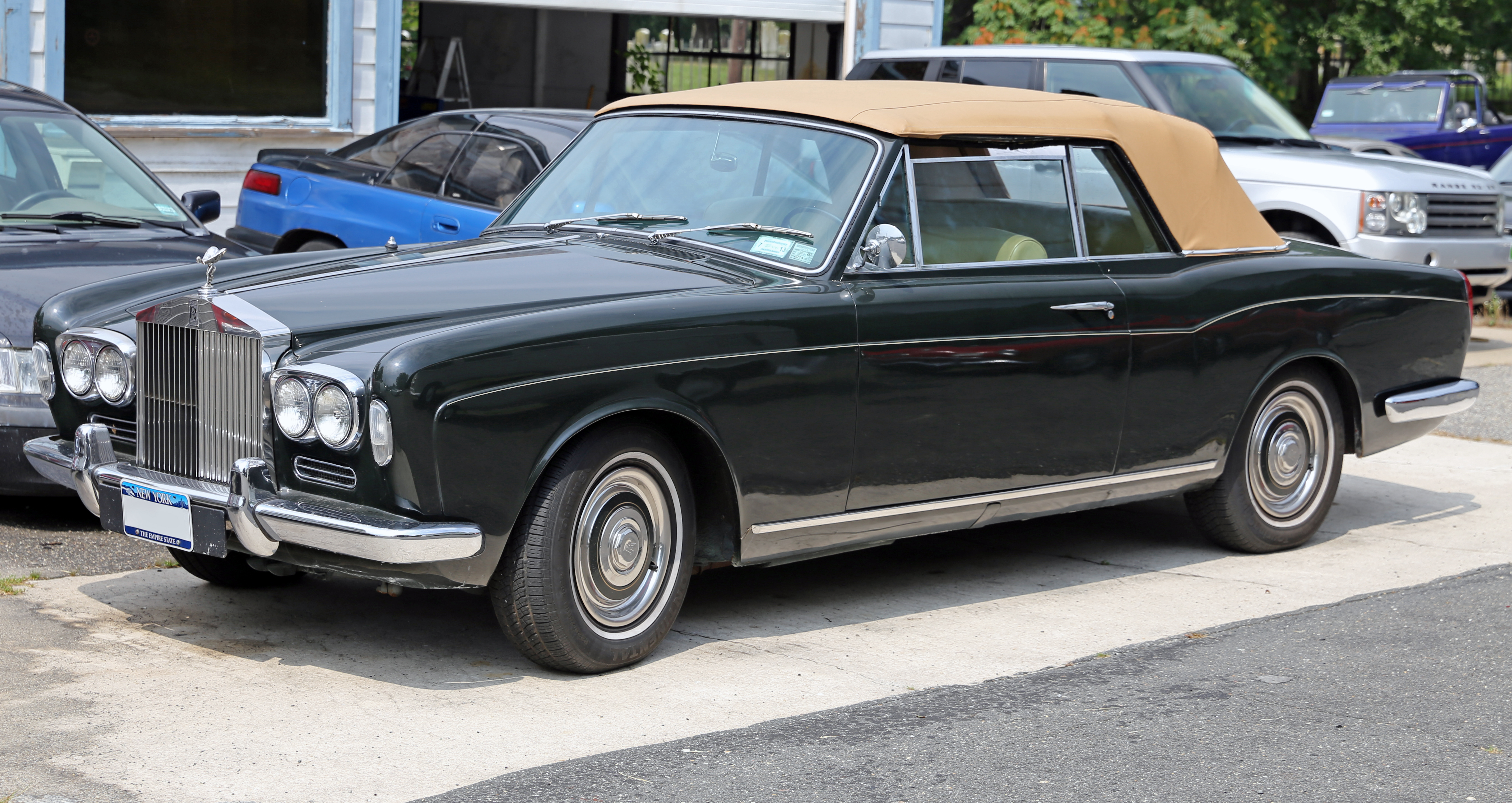
Rolls-Royce Silver Shadow. Кузов Mulliner Park Ward. 1967

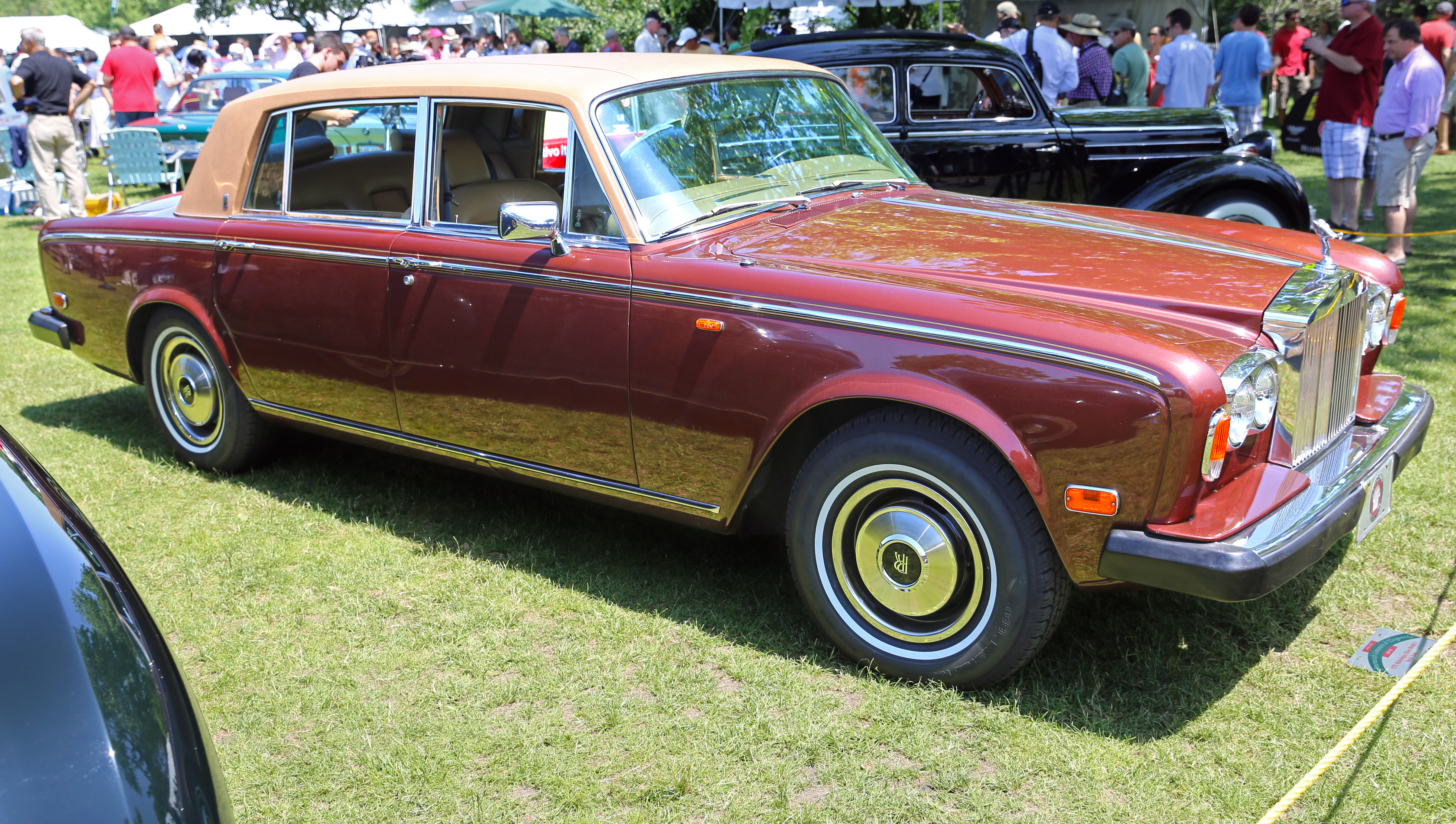
Rolls-Royce Silver Wraith II. 1979

## Чисельність вироблених Rolls-Royce Silver Shadow
| Тип                                                    | Час в-ва  | Кількість |
| ------------------------------------------------------ | --------- | --------- |
| Rolls-Royce Silver Shadow                              | 1965-1977 | 16.717    |
| Rolls-Royce Silver Shadow LWB                          | 1969-1977 | 2.776     |
| Rolls-Royce Silver Shadow 2-дверний салон              | 1965-1971 | 591       |
| Rolls-Royce Silver Shadow, James Young 2-дверний салон | 1966-1971 | 15        |
| Rolls-Royce Silver Shadow, Pininfarina купе            | 1968      | 1         |
| Rolls-Royce Silver Shadow Cabriolets                   | 1967-1971 | 505       |
| Rolls-Royce Silver Shadow II                           | 1977-1980 | 8.425     |
| Rolls-Royce Silver Wraith II                           | 1977-1980 | 2.145     |